# Guanahacabibes
Niektóre z zamieszczonych tu informacji wymagają weryfikacji.
 Po wyeliminowaniu niedoskonałości należy usunąć szablon {{Dopracować}} z tego artykułu.
Guanahacabibes (Península de Guanahacabibes) – najdalej na zachód wysunięty półwysep Kuby, na którym znajduje się Park Narodowy Guanahacabibes. Obszar chroniony oddzielony jest od głównego lądu największym na Kubie obszarem podmokłym (ponad 100 jezior). Na terenie przesmyku występuje wiele rzadkich gatunków ptaków, płazów i gadów.   
Na swoim końcu półwysep rozdziela się na dwie części: przylądek San Antonio i przylądek Corrientes.   
Ze względu na utrudniony dostęp w czasach podboju wyspy przez Hiszpanów, region ten był ostatnią ostoją rdzennych mieszkańców.

## Nazwa
Nazwa półwyspu pochodzi z języków arawackich i oznacza „miejsce iguan”. Historycznie występowała również w formach: Guanajacabibes, Guanacabibes, Guanacahibes, Guanahatabibes, Guanacahive czy Guanacavive.